# Enteropogon acicularis
Enteropogon acicularis là một loài thực vật có hoa trong họ Hòa thảo. Loài này được (Lindl.) Lazarides mô tả khoa học đầu tiên năm 1972.

## Hình ảnh

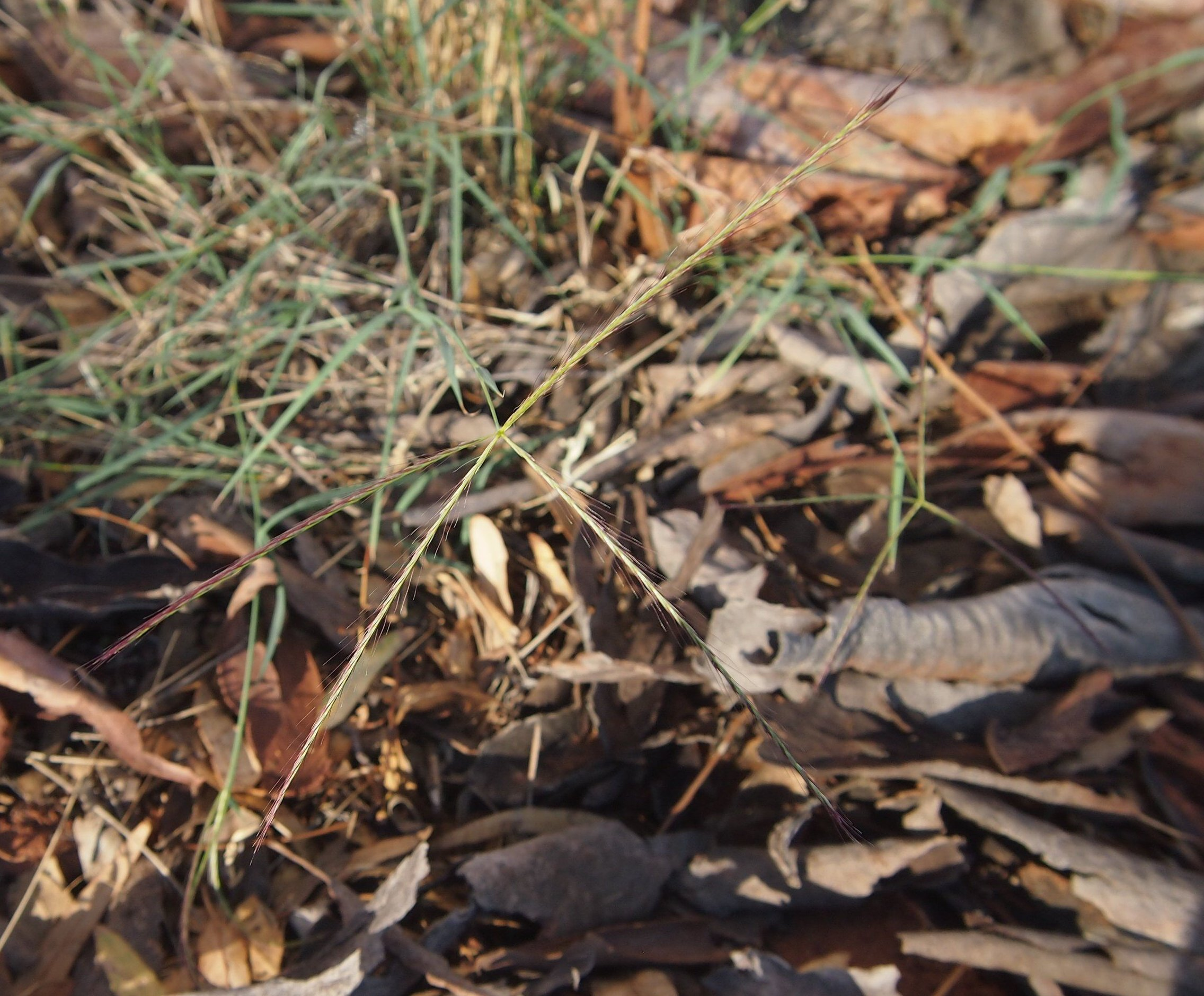
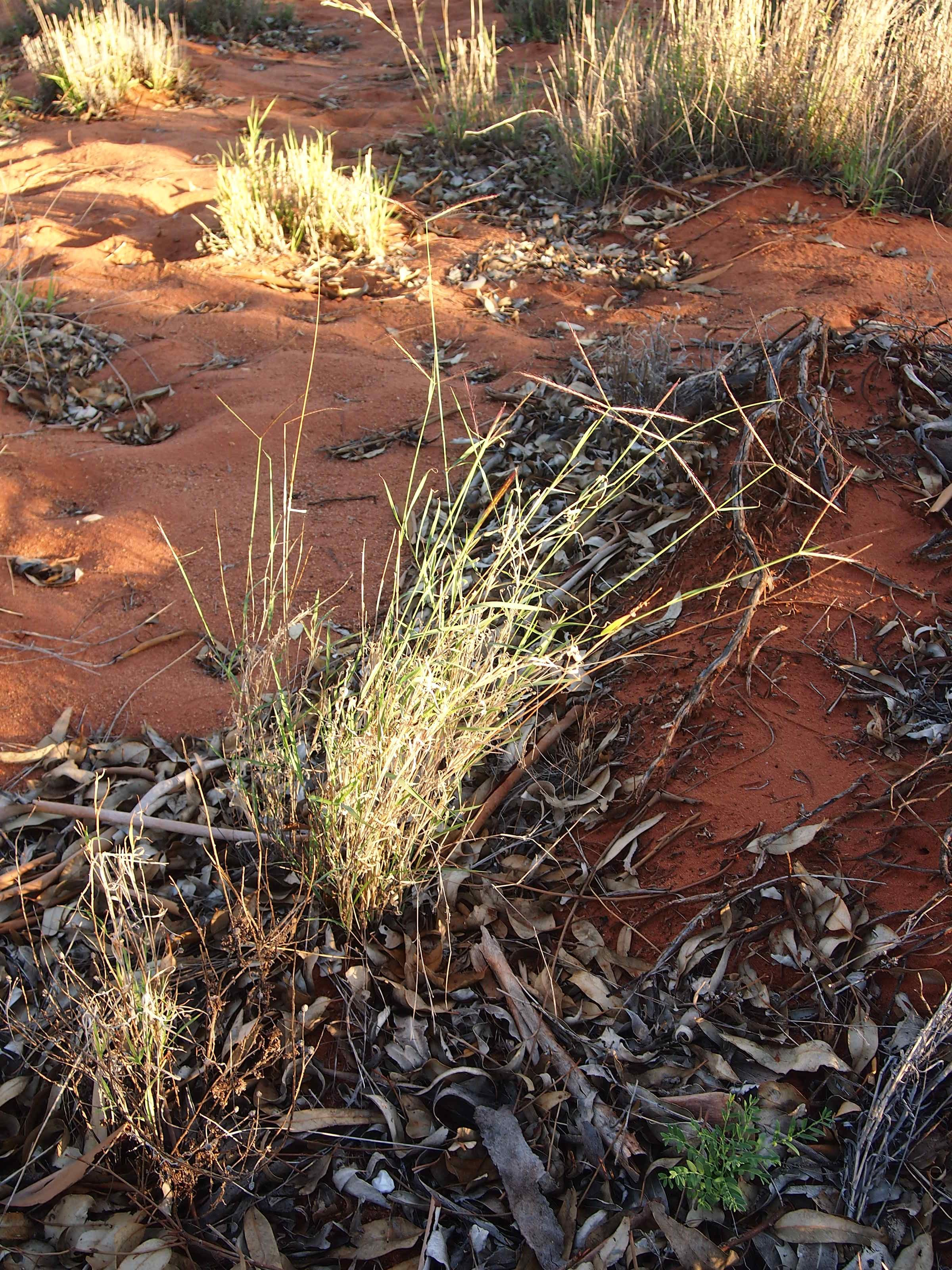
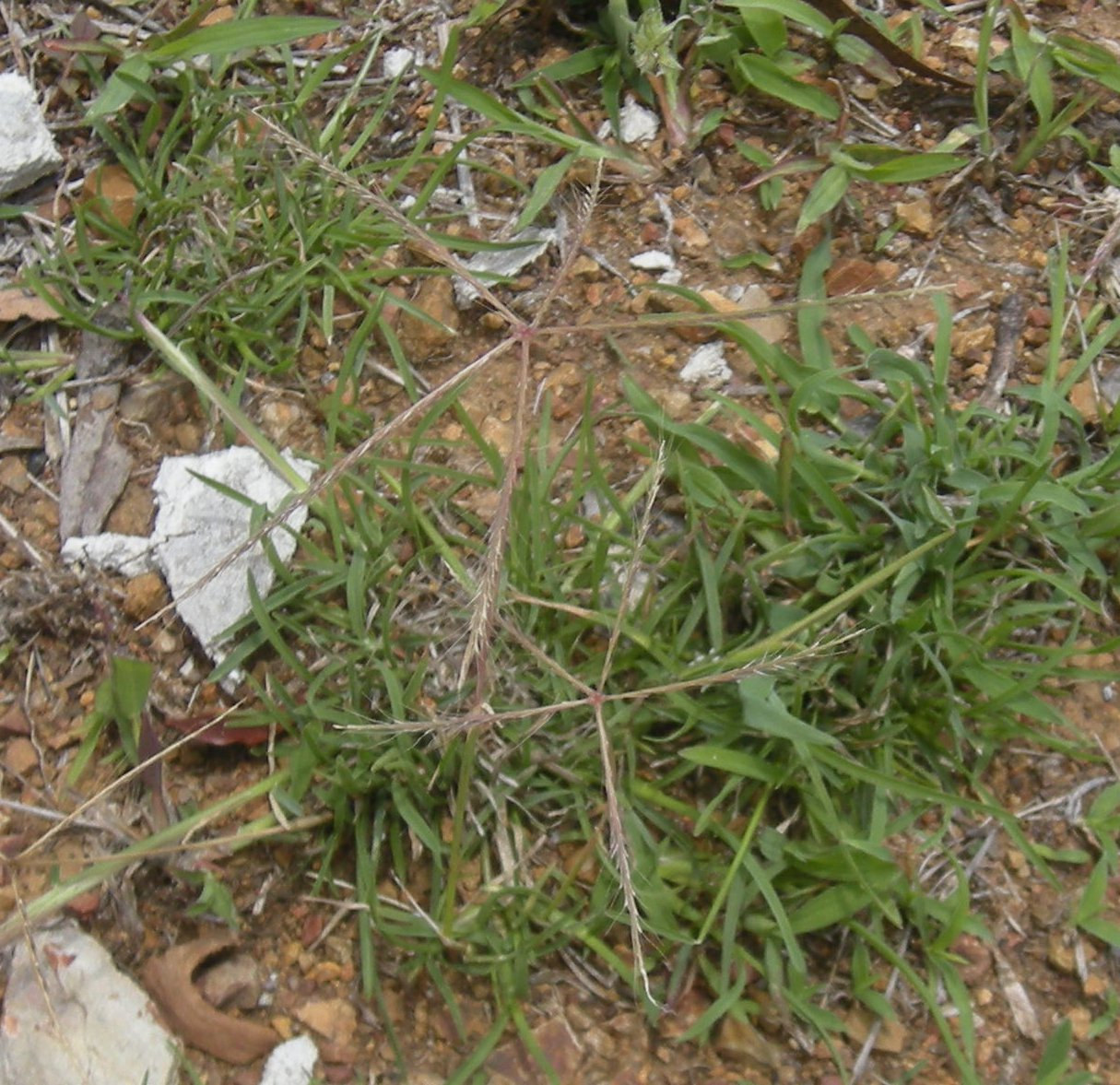